# Дюрсо (хутор)
Дюрсо́ — хутор и морской курорт в сельском округе Абрау-Дюрсо муниципального образования город Новороссийск.
В соответствии с Приказом Министра здравоохранения РСФСР от 21 октября 1969 года № 297 «Об утверждении границ округа и зон горно-санитарной охраны Черноморского побережья от Анапы до Сочи». Является курортом федерального значения.

## География
Расположен у побережья Чёрного моря, в 22 км к юго-западу от города Новороссийск и в 4 км от села Абрау-Дюрсо.

## Население
| 2002 | 2005 | 2010 |
| ---- | ---- | ---- |
| 640  | ↘400 | ↘98  |

## Улицы
В хуторе всего три улицы:
- Приморская
- Свободы
- Тисовая